# Stephostethus rugicollis
Stephostethus rugicollis är en skalbaggsart som först beskrevs av Olivier 1790.  Stephostethus rugicollis ingår i släktet Stephostethus, och familjen mögelbaggar. Arten är reproducerande i Sverige.